# Cristinacce
Cristinacce (en cors Cristinacce) és un municipi francès, situat a la regió de Còrsega, al departament de Còrsega del Sud. L'any 1999 tenia 52 habitants.

## Demografia
| 1792 | 1845 | 1862 | 1920 | 1962 | 1968 | 1975 | 1982 | 1990 |
| ---- | ---- | ---- | ---- | ---- | ---- | ---- | ---- | ---- |
| 226  | 314  | 445  | 340  | 69   | 96   | 88   | 60   | 49   |

## Llista d'alcaldes de Cristinacce
- 1830 - 1832 Versini givan Battisto
- 1833 - 1839 Versini Simeone
- 1842 - 1849 Versini givan Battisto
- 1849 - 1852 Versini Ambroise
- 1852 - 1860 Versini Joseph-Antoine
- 1860 - 1870 Versini Simeone
- 1870 - 1877 Versini Jean-François Séraphin
- 1878 - 1891 Versini Dominique
- 1892 - 1896 Arrihi Simeon
- 1897 - 1899 Versini Dominique François
- 1900 - 1904 Versini Dominique François
- 1904 - 1909 Versini Martin
- 1910 - 1911 Padovani Dominique
- 1911 - 1912 Versini Jean
- 1913 - 1920 Versini Xavier
- 1920 - 1925 Versini Bernardin
- 1925 - 1943 Versini Dominique Antoine
- 1943 - 1945 Versini Dominique Marie
- 1945 - 1959 Versini Pierre Marie
- 1959 - 1970 Versini Jean baptiste
- 1971 - 1976 Camilli Dominique Antoine
- 1977 - 1982 Filippini Jean-Pierre
- 1983 - 2008 Nesa Jean-Baptiste
- 2008 - 2013 Versini Antoine (PNC)